# Csák (nemzetségős)
Csák a Csák nemzetség névadó őse, akinek az I. István magyar király idején birtokolt földjei lettek a nemzetség nemzetségi birtokai.
A Csák nemzetség nemzetségi birtokai a Vértes környékén feküdtek, amelyeket Fejér vármegye előzményének tekinthetünk.